# Hucul
Hucul är en liten hästras i ponnystorlek som härstammar från Polen. Huculen är en av de raser som är ättlingar i rakt nedstigande led till den utdöda, primitiva Tarpanen, bland annat tillsammans med den polska Konikponnyn och den bosniska ponnyn. Ibland kallas den till och med skogstarpan även om rasen hör hemma i Karpaterna och egentligen är en bergsponny. Numera är ponnyn den vanligaste ponnyn på polska gårdar och en utmärkt arbetsponny. Hucul kallas ibland även Karpatisk ponny då de främst utvecklats i bergskedjan Karpaterna.

## Historia
Tarpanen har levt i flera tusen år vid Karpaterna, främst i det område som idag räknas som Rumänien. Gamla germanska gravfynd har visat att små bergshästar existerade och tämjdes redan under antiken i bergskedjan Karpaterna. Hästarna hade troligtvis spridits dit av gallerna. Tarpanerna fick även influenser från primitiva hästar från Asien, framför allt mongoliska hästar. Ponnyerna kallades för Hucul efter huzulerna som avlade rasen uppe i bergen. Dock räknas Huculponnyns hemland som Polen då de första ponnyerna som avlades i fångenskap avlades på Luczynastuteriet nära Gorlice i Polen under 1600-talet. Första dokumentationen om den moderna Huculponnyn är från år 1603.
När man tämjde hästarna tror man att det blandades in en del ädelt blod till exempel från Arabiskt fullblod, som även avlades mycket i Polen, men även mer primitivt blod genom den mongoliska vildhästen Przewalski kan ha blandats in under de folkvandringar som skedde mellan Asien och Europa. Men under 1800-talet avlades ponnyerna mer selektivt och fick en rasstandard utan inblandning av andra raser. Rasen avlades då över hela östra Europa från Polen och ända ner till Bosnien. 1856 stängdes stuteriet Luina i Rumänien där de avlades för att bli kavallerihästar till armén. Samma år öppnades istället ett nytt stuteri i Radauti i Rumänien där man satsade på att behålla den ursprungliga typen med hjälp av selektiv avel.
Utvecklingarna inom aveln på Huculponnyn stannade upp något under Första världskriget och 1915 flyttades hästarna från Rumänien till Österrike under tiden som Österrike och Ungern var en sammanslagen monarki. Efter kriget löstes Ungern-Österrike upp och aveln flyttades tillbaka till Rumänien och även Polen och den numera tjeckiska delen av Tjeckoslovakien. 1922 öppnades även ett stuteri för Huculponnyer i den numera slovakiska delen av landet.
Under Andra världskriget dödades många Huculponnyer och stammarna blev kraftigt degenererade. För att få bukt med problemet startades en Huculklubb år 1972, som skulle arbeta med att återuppbygga stammarna. Satsningen lönade sig och 1979 blev rasen erkänd som ett unikt primitivt arv med historiskt värde och generna ska bevaras, och 1982 fick Huculponnyn en egen stambok. 1994 startades den officiella föreningen för rasen, Hucul International Federation som arbetar för att rasen ska byggas upp, genom att för de olika uppfödarna presentera nya avelssystem. År 2000 fanns cirka 6 premierade avelshingstar och 23 stambokförda ston. Hästarna som alltid har avlats runt Karpaterna det vill säga Rumänien, Polen och nuvarande Slovakien avlas nu även i Ukraina, Tjeckien och Ungern. Antalet har ökat till cirka 500 avelsston vilket fortfarande är ganska lågt, men visar hur snabbt stammen växer.

## Egenskaper
Under århundraden användes Huculponnyn som klövjehäst och den drog tunga lass, även på svårframkomliga vägar och i dåligt väder vilket gjort Huculen till en otroligt stark och tålig ponny som är ovärderlig inom jordbruken för många av Polens mindre jordbruksägare. Rasen är foglig och arbetsvillig. Black är den vanligaste färgen, men den kan även vara skäck eller mer sällan, bork. Brun, svart och fux förekommer också. Ponnyerna är i regel mörka och det är ovanligt att en Huculpony föds som skimmel och dessa blir inte heller godkända.
Huvudet på Huculponnyn är medelstort och de två olika typerna av Huculponnyerna skiljs just genom huvudet. Kertag-typen har en tydligt utåtbuktande nosprofil medan Tarpan-typen har en inåtbuktande nosprofil. Den moderna ponnyn har blivit ännu mer ädel på grund av selektiv avel. Halsen är dock kraftig vilket ger intryck av en liten och stupande bog. Men rasen är säker på foten, stark, sund och används idag även till ridning där den visat sig bra inom ridskolor och handikappridning. 